# Бабак В'ячеслав Петрович
В'ячесла́в Петро́вич Баба́к (нар. 24 серпня 1946, м. Ярославль, РФ) — український художник-пейзажист. Член Національної спілки художників України (2003). Представник мистецької династії художників: син Петра Бабака, брат Олександра Бабака, батько Ольги Бабак.     

## Життєпис
Народився 24 серпня 1946 року в м. Ярославль в родині художника Петра Івановича Бабака. Саме батько дав йому перші уроки малювання. 
Початкову мистецьку освіту здобув в художній школі ім. Тараса Шевченка в м. Київ. Навчався на відділенні художньої графіки в Харківському художньо-промисловому інституті (викладачі з фаху В. І. Віхтинський, В. С. Ненадо), закінчив інститут 1976 року. 
У 1969—1995 рр. працював на Харківському художньо-виробничому комбінаті, потім перейшов на творчу роботу. 

В'ячеслав Бабак — визнаний майстер пейзажного живопису. Полотна художника наповнені лірикою й романтичним настроєм.
Його колористична палітра позбавлена надмірної експресивності, майже в кожній картині образ природи зображений за допомогою тихого «звучання» м’яких півтонів, які надають легкість і глибину.
З 1999 року бере участь в обласних та всеукраїнських мистецьких виставках і пленерах. Персональні виставки художника проводилися в Харкові (1998, 2002, 2007, 2017), в Німеччині (1999), Краснограді (2003), Львові (2009).
Роботи В'ячеслава Бабака зберігаються в музеях Краснограда, Чугуєва, а також в приватних колекціях Європи, США, Ізраїлю.
Він нагороджений дипломом Міжнародного пленеру, присвяченого 160-річчю з дня народження І. Ю. Рєпіна.

## Основні роботи

### Пейзажі
- «Осінь» (2002),
- «Струмок» (2002),
- «Сонячний день» (2002),
- «Старий вітряк. Млин» (2003),
- «Літній день» (2003),
- «Відлига»(2003),
- «Зимовий пейзаж»,
- «Лунаріум»,
- «У діда вдома»,
- «Човники» (2004),
- «Харківські простори» (2004),
- «Чугуївські мотиви»,
- «На околиці лісу» (2005),
- «Відлига» (2005),
- «Родничок»(2005),
- «Йдемо по гриби» (2006),
- «Прогулянка восени» (2008).

### Натюрморти
- «Натюрморт» (2001),
- «Натюрморт з книгою» (2004),
- «Полудень. Соняшники» (2004),
- «Сонячні квіти» (2004),
- «Натюрморт з прядкою» (2004),
- «Соняшники» (2004),
- «Натюрморт з самоваром» (2005).

## Список основних виставок
- 1998 р. — персональна виставка, Харків;
- 1999 р. — персональна виставка, Німеччина;
- 1999 р. — осінній салон, ДОСХ;
- 2000 р. — учасник Різдвяної виставки, Харків;
- 2000 р. — виставка, присвячена Дню художника, Київ;
- 2000 р. — «Мальовнича Україна», Київ;
- 2001 р. — виставка, присвячена Дню художника, Київ;
- 2001 р. — Різдвяна виставка, Київ;
- 2001 р. — Різдвяна виставка, Харків;
- 2001 р. — всеукраїнська виставка, присвячена 10-річчю Незалежності України;
- 2002 р. — персональна виставка в Будинку вчених, Харків;
- 2003 р. — персональна виставка, Красноград;
- 2003 р. — виставка, присвячена Дню художника, Київ;
- 2003 р. — Різдвяна виставка, Київ;
- 2003 р. — Різдвяна виставка, Харків;
- 2004 р. — виставка, присвячена Дню художника, Харків;
- 2005 р. — виставка, присвячена 60-річчю Перемоги, Харків;
- 2005 р. — всеукраїнська Різдвяна виставка, Харків.
- 2006 р. — виставка, присвячена Дню художника, Харків;
- 2006 р. — Різдвяна виставка, Харків;
- 2007 р. — участь у виставці Продюсерського центру Бойко в Німеччині;
- 2007 р. — виставка, присвячена Дню художника, Харків;
- 2007 р. — персональна виставка, Харків;
- 2008 р. — Різдвяна виставка, Харків;
- 2008 р. — Всеукраїнська виставка, присвячена Дню художника, Харків;
- 2008 р. — виставковий зал «Маестро» (колективна виставка), Харків;
- 2009 р. — персональна виставка, Львів;
- 2009 р. — виставка до Дня художника, Харків;
- 2010 р. — персональна виставка «Виставка трьох» в галереї «Костюринский провулок», Харків;
- 2010 р. — Різдвяна виставка, Харків;
- 2017 р. — персональна виставка «Природа надихає», галереї «АВЕК», Харків.

Творчі пленери:
- 2003 —2009 рр. — «Творчий пленер в Гурзуфі» (всеукраїнський пленер);
- 2007 —2009 рр. — творчі заїзди у Славське (міжнародний пленер);
- 2008 р. — всеукраїнський пленер «Буковель 2008»;
- 2009 р. — всеукраїнський пленер в Золочеві, Львівська обл.;
- 2010 р. — Міжнародний заїзд в Золочеві, Львівська обл.